# Espinas
Espinas (okzitanisch: Espinàs) ist eine französische Gemeinde mit 210 Einwohnern (Stand: 1. Januar 2022) im Département Tarn-et-Garonne in der Region Okzitanien (vor 2016: Midi-Pyrénées). Die Gemeinde liegt im Arrondissement Montauban und ist Teil des Kantons Quercy-Rouergue (bis 2015: Kanton Caylus). Die Einwohner werden Espinasais genannt.

## Geografische Lage
Espinas liegt etwa 43 Kilometer ostnordöstlich vom Stadtzentrum von Montauban. Umgeben wird Espinas von den Nachbargemeinden Caylus im Norden und Westen, Ginals im Osten und Nordosten, Verfeil im Osten und Südosten, Féneyrols im Süden und Südosten sowie Saint-Antonin-Noble-Val im Süden und Südwesten.

## Einwohnerentwicklung
| Jahr      | 1962 | 1968 | 1975 | 1982 | 1990 | 1999 | 2006 | 2013 |
| --------- | ---- | ---- | ---- | ---- | ---- | ---- | ---- | ---- |
| Einwohner | 257  | 214  | 189  | 175  | 150  | 163  | 177  | 169  |

## Sehenswürdigkeiten
- Kirche Saint-Martin aus dem 14. Jahrhundert
- Schloss Cas, früherer Bau des Tempelritterordens

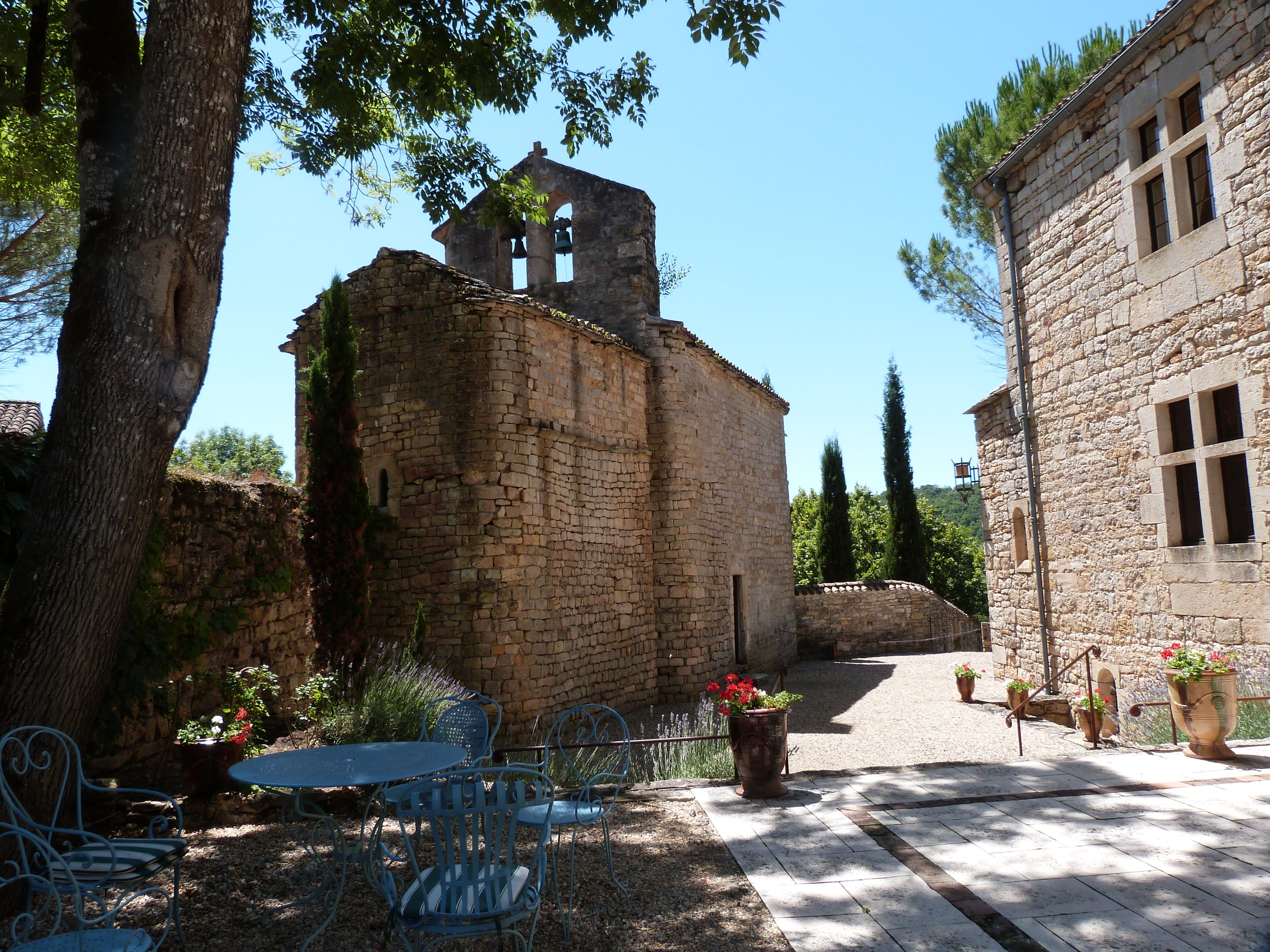
Kirche Saint-Martin
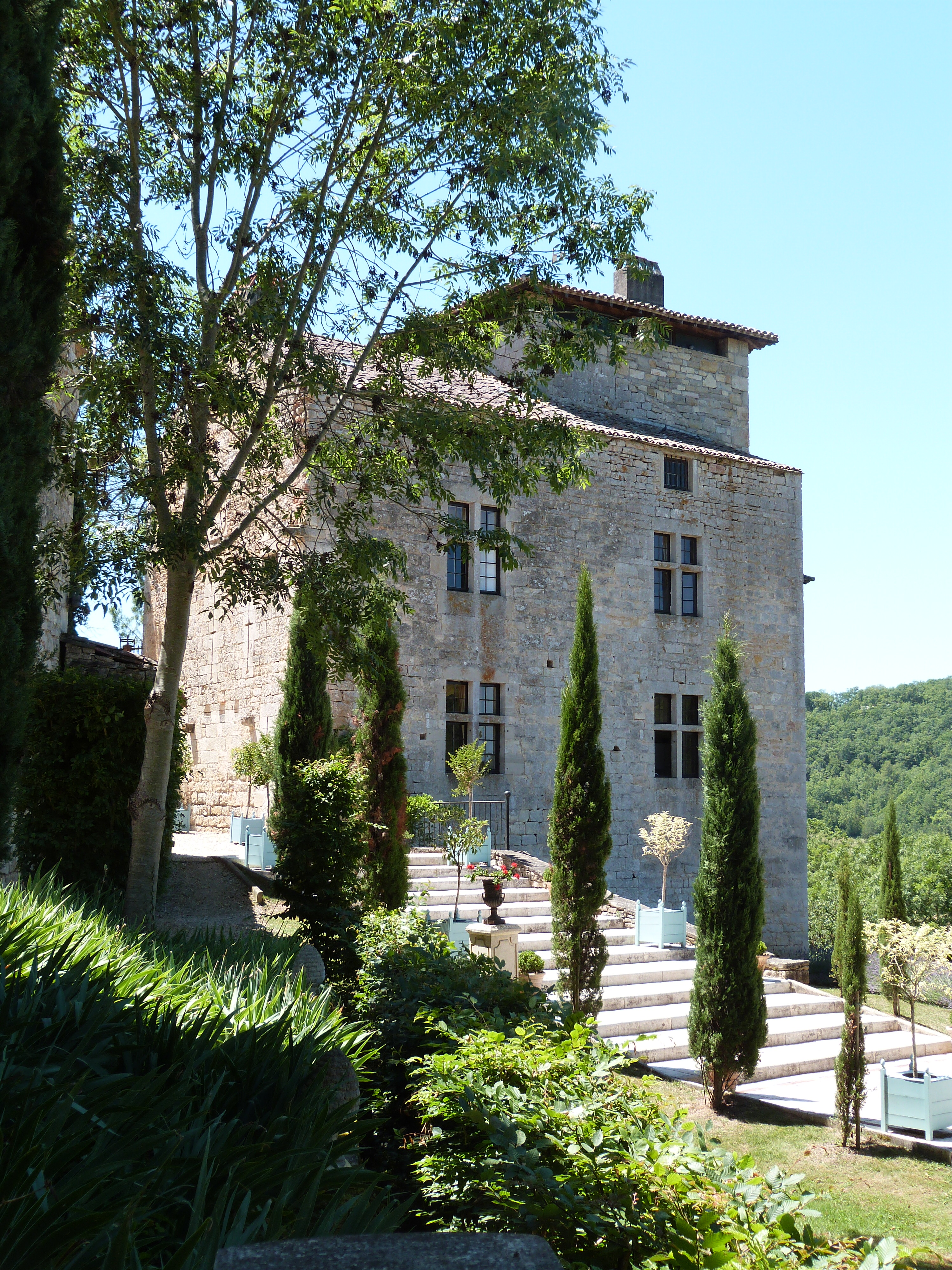
Schloss Cas